# Société des peintres-graveurs français
Die Société des peintres-graveurs français ist eine französische Künstlervereinigung.
Dieser Künstlerbund wurde 1889 in Paris von Félix Bracquemond und Henri Guérard gegründet. In den ersten Jahren trug diese Société unterschiedliche Namen, bis man sich 1891 dann endgültig auf den noch heute gültigen Namen einigte. Bei der Gründung nahmen sich Bracquemond und Guérard die französische Société des aquafortistes und die englische Society of Painter-Etchers zum Vorbild.
Die erste Ausstellung dieser Société wurde von Bracquemond in der Galerie des Kunsthändlers Paul Durand-Ruel veranstaltet, weitere Ausstellungen gab es in den Galerien bei La Bodinière, der Galerie Devambez und dem Grand Palais. Bracquemond und Guérard bemühten sich, zu jeder ihrer Ausstellungen auch unbekannte – meist ausländische – Künstler zu präsentieren. Zu ihrer fünften Ausstellung im April 1892 waren z. B. viele Werke der Society of Painter-Etchers zu sehen. Seit 1927 findet jährlich eine Ausstellung der Société in der Bibliothèque nationale de France statt.
Momentan (Stand Sommer 2020) residiert die Société des peintres-graveurs français in der Galerie Sagot-Le Garrec.

## Mitglieder (Auswahl)
| - André Beaudin (1895–1979) - Félix Bracquemond (1833–1914) - Maurice Brianchon (1899–1979) - Jean-Eugène Bersier (1895–1978) - Bernard Buffet (1928–1999) - Mary Cassatt (1844–1926) - Marc Chagall (1887–1985) - Antoni Clavé (1913–2005) - Hermine David (1886–1970) - Albert Decaris (1901–1988) | - Henri Patrice Dillon (1850–1909) - Pierre Dubreuil (1891–1970) - André Dunoyer de Segonzac (1884–1974) - Jean-Louis Forain (1852–1931) - Dimitrios Galanis (1879–1966) - Auguste-Jean Gaudin (1914–1992) - René Genis (1922–2004) - Norbert Gœneutte (1854–1894) - Édouard Goerg (1893–1969) - Marcel Gromaire (1892–1971) | - Hasegawa Kiyoshi (1891–1980) - Lars Bo (1924–1999) - Camille Pissarro (1830–1903) - Mario Prassinos (1916–1985) - Auguste Rodin (1840–1917) - Gustave Singier (1909–1984) - Javier Vilato (1921–2000) - Jacques Villon (1875–1963) - Édouard Vuillard (1868–1940) - Paul Welsch (1889–1954) |